# Désiré Merny

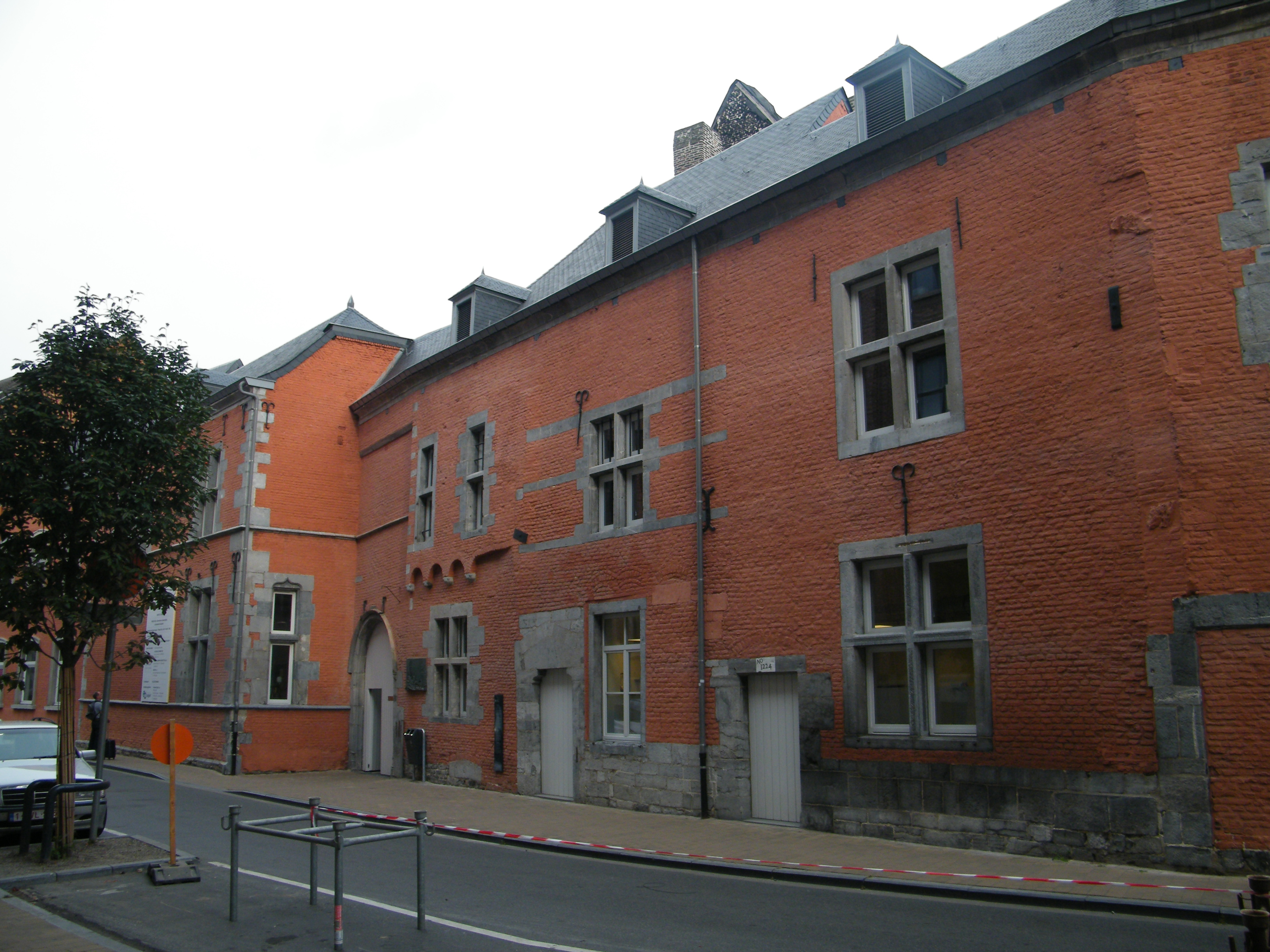
Académie des Beaux-Arts de Namur.

Désiré Merny, né à Namur le 31 juillet 1865 et mort le 12 décembre 1947 à Namur, est un artiste peintre et aquarelliste paysagiste belge. Il est également professeur et directeur à l'Académie des Beaux-Arts de Namur.

## Biographie
Désiré François Merny, le 31 juillet 1865 à Namur, est le fils de Désiré Merny, potier, et de Joséphine Thirionet, marchande. Le 20 juin 1888, il épouse à Namur Marie Demanet, fille du chansonnier wallon Joseph Demanet, qui lui donne quatre enfants. 
À partir de 1882, il est élève à l'Académie des Beaux-Arts de Namur suivant notamment l'enseignement de Ferdinand Marinus, Louis Bonet puis trois ans plus tard de Théodore Baron qui le marque profondément.
En 1893, il est nommé professeur de dessin à l'Académie des Beaux-Arts de Namur puis en 1896 de peinture. En 1917, il devient directeur de l'académie et ce, jusqu'en 1939. C'est lui qui y institue notamment la formation en arts appliqués. Il a notamment les artistes peintres Albert Dandoy, Renée Prinz, Adolphe Dupont et Eugène Colignon.
Il a présenté ses œuvres aux expositions de Bruxelles, Gand, Anvers, Liège, Charleroi et Namur. En 1904, il a peint un des neufs grands panneaux qui figuraient au pavillon belge à l'Exposition universelle de 1904 à Saint-Louis (États-Unis) .
À partir de 1884, Merny devient membre du cercle « Le Progrès », organisation à but philanthropique et artistique dont il devient administrateur puis président. Á ce titre, il participait et organisait des expositions artistiques. Il était également membre de la Commission royale des Monuments et des Sites, du jury des salons triennaux, du Comité des expositions internationales et de la Société d'horticulture.
Á la suite de son décès le 12 décembre 1947 à Namur, il reçoit le 15 décembre 1947 des funérailles à l'église Saint-Nicolas de Namur.

## Style artistique
Peintre régionaliste par excellence, il peint la Meuse et le Hoyoux, la Lesse et les Ardennes avec une technique réaliste et des coloris chatoyants. Épisodiquement, il représente la Campine ou la Côte belge. 
Paysagiste dans l'âme, il s'est lié aux peintres intéressés par l'étude directe, « sur le motif » de la nature qui forment « l'École de Tervuren ». Le « vert Merny », le bleu de Prusse et le jaune de Naples finement dosés, donnant une fraîcheur à ses tonalités, sont caractéristiques de sa facture. 

## Sélection d'œuvres
- Drève des Tilleuls, huile sur toile, 1919.
- Ombre et Lumières d'automne, huile sur toile, 1919.
- Les Cimes éclairées, huile sur toile, 1924.
- Chemin en Campine, huile sur toile, 1924.
- Le Talus, huile sur toile, 1940.
- La Meuse, huile sur toile, 1940.
- La Meuse à Dave, huile sur toile, 1947.
- Les Rochers, huile sur toile.
- Le Passage d'eau de Lives-sur-Meuse, huile sur toile, Musée des Arts Décoratifs de Namur.

## Hommages et distinctions
En 1916, Camille Lemonnier fait de Désiré Merny le plus grand éloge.
Les distinctions belges suivantes lui ont été décernées :
- Officier de l'ordre de la Couronne (1939) ;
- Chevalier de l'ordre de Léopold ;
- Médaille Civique de 1èreclasse (1920) ;
- Décoration spéciale horticole de 1èreclasse.